# Communauté des communes rurales de l'Entre-Deux-Mers
La communauté des communes rurales de l'Entre-Deux-Mers est une communauté de communes française située dans le département de la Gironde en région Nouvelle-Aquitaine.

## Histoire
La communauté de communes est créée au 1er janvier 2017 par arrêté du 5 décembre 2016. Elle est formée par fusion de la communauté de communes du Sauveterrois et de la communauté de communes du canton de Targon et extension à la commune de Saint-Laurent-du-Bois, issue de la communauté de communes des Coteaux Macariens.
Le 1er janvier 2018, Escoussans quitte la communauté de communes à destination de la communauté de communes Convergence Garonne, portant le nombre de communes adhérentes à 51.
Depuis le 1er janvier 2019, à la suite de la création de la commune nouvelle de Porte-de-Benauge par fusion d'Arbis et Cantois, toutes deux membres de la communauté de communes, l'intercommunalité regroupe 50 communes.
Le 1er janvier 2025, la commune nouvelle de Porte-de-Benauge s'agrandit à la commune de Saint-Genis-du-Bois.

## Territoire communautaire

### Géographie physique
Située à l'est  du département de la Gironde, la communauté de communes rurales de l'Entre-Deux-Mers regroupe 50 communes et présente une superficie de 446,2 km2.

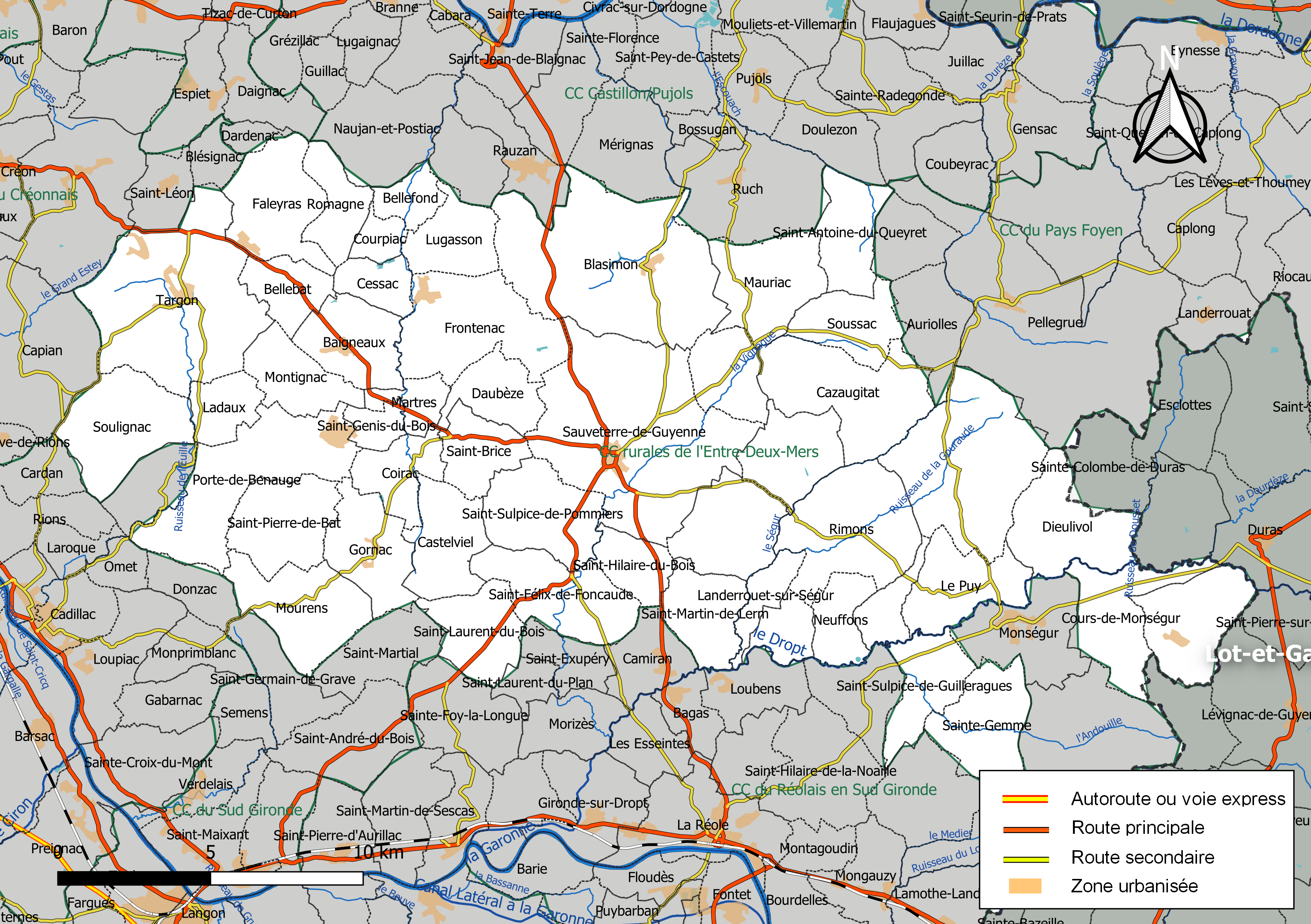
Carte de la communauté de communes rurales de l'Entre-Deux-Mers au 1er janvier 2019.

### Composition
La communauté de communes est composée des 49 communes suivantes :

| Nom                           | Code Insee | Gentilé          | Superficie (km2) | Population (dernière pop. légale) | Densité (hab./km2) |
| ----------------------------- | ---------- | ---------------- | ---------------- | --------------------------------- | ------------------ |
| Sauveterre-de-Guyenne (siège) | 33506      | Sauveterriens    | 31,75            | 1 874 (2022)                      | 59                 |
| Baigneaux                     | 33025      | Baigneaudais     | 7,93             | 443 (2022)                        | 56                 |
| Bellebat                      | 33043      | Bellebatais      | 4,87             | 326 (2022)                        | 67                 |
| Bellefond                     | 33044      | Bellefontois     | 3,19             | 211 (2022)                        | 66                 |
| Blasimon                      | 33057      | Blasimonais      | 29,76            | 955 (2022)                        | 32                 |
| Castelmoron-d'Albret          | 33103      | Castelmoronais   | 0,04             | 51 (2022)                         | 1 275              |
| Castelviel                    | 33105      | Castelvieillois  | 8,02             | 203 (2022)                        | 25                 |
| Caumont                       | 33112      | Caumontois       | 7,58             | 134 (2022)                        | 18                 |
| Cazaugitat                    | 33117      | Cazaugitais      | 14,35            | 212 (2022)                        | 15                 |
| Cessac                        | 33121      | Cessacais        | 3,65             | 198 (2022)                        | 54                 |
| Cleyrac                       | 33129      | Cleyracais       | 6,07             | 150 (2022)                        | 25                 |
| Coirac                        | 33131      | Coiracais        | 5,76             | 217 (2022)                        | 38                 |
| Courpiac                      | 33135      | Courpiacais      | 2,21             | 122 (2022)                        | 55                 |
| Cours-de-Monségur             | 33136      | Coursois         | 9,64             | 243 (2022)                        | 25                 |
| Coutures                      | 33139      |                  | 3,4              | 92 (2022)                         | 27                 |
| Daubèze                       | 33149      | Daubéziens       | 5,63             | 147 (2022)                        | 26                 |
| Dieulivol                     | 33150      | Dieulivolais     | 10,47            | 335 (2022)                        | 32                 |
| Faleyras                      | 33163      | Faleyracais      | 10,44            | 423 (2022)                        | 41                 |
| Frontenac                     | 33175      | Frontenacais     | 14,4             | 785 (2022)                        | 55                 |
| Gornac                        | 33189      | Gornacais        | 8,35             | 436 (2022)                        | 52                 |
| Ladaux                        | 33215      | Ladauciens       | 4,29             | 187 (2022)                        | 44                 |
| Landerrouet-sur-Ségur         | 33224      | Landerrouetiens  | 3,14             | 102 (2022)                        | 32                 |
| Lugasson                      | 33258      | Lugassonnais     | 6,32             | 319 (2022)                        | 50                 |
| Martres                       | 33275      | Martrais         | 3,03             | 99 (2022)                         | 33                 |
| Mauriac                       | 33278      | Mauriacais       | 10,02            | 228 (2022)                        | 23                 |
| Mesterrieux                   | 33283      | Mesterriais      | 3,59             | 223 (2022)                        | 62                 |
| Montignac                     | 33292      | Montignacais     | 6,48             | 134 (2022)                        | 21                 |
| Mourens                       | 33299      | Mourennais       | 10,63            | 389 (2022)                        | 37                 |
| Neuffons                      | 33304      | Neuffonais       | 4,67             | 147 (2022)                        | 31                 |
| Porte-de-Benauge              | 33008      | Benaugeois       | 19,08            | 591 (2022)                        | 31                 |
| Le Puy                        | 33345      | Podiens          | 8,15             | 394 (2022)                        | 48                 |
| Rimons                        | 33353      | Rimonais         | 14,38            | 196 (2022)                        | 14                 |
| Romagne                       | 33358      | Romagnons        | 5,15             | 479 (2022)                        | 93                 |
| Saint-Antoine-du-Queyret      | 33372      | Saint-Antoinais  | 6,85             | 60 (2022)                         | 8,8                |
| Saint-Brice                   | 33379      | Saint-Brissois   | 5,76             | 314 (2022)                        | 55                 |
| Saint-Félix-de-Foncaude       | 33399      |                  | 10,33            | 291 (2022)                        | 28                 |
| Saint-Ferme                   | 33400      | Saint-Fermois    | 20,09            | 338 (2022)                        | 17                 |
| Saint-Hilaire-du-Bois         | 33419      | Saint-Hilairiens | 4,5              | 80 (2022)                         | 18                 |
| Saint-Laurent-du-Bois         | 33427      | Saint-Laurentais | 7,41             | 257 (2022)                        | 35                 |
| Saint-Martin-de-Lerm          | 33443      | Hermois          | 7,02             | 160 (2022)                        | 23                 |
| Saint-Martin-du-Puy           | 33446      | Martinois        | 9,1              | 159 (2022)                        | 17                 |
| Saint-Pierre-de-Bat           | 33464      | Pétrusquins      | 8,95             | 282 (2022)                        | 32                 |
| Saint-Sulpice-de-Guilleragues | 33481      | Saint-Sulpiciens | 6,89             | 234 (2022)                        | 34                 |
| Saint-Sulpice-de-Pommiers     | 33482      | Saint-Sulpiciens | 9,82             | 271 (2022)                        | 28                 |
| Sainte-Gemme                  | 33404      | Saint-Gemmois    | 9,55             | 193 (2022)                        | 20                 |
| Soulignac                     | 33515      | Soulignacais     | 11,49            | 414 (2022)                        | 36                 |
| Soussac                       | 33516      | Soussacais       | 6,61             | 184 (2022)                        | 28                 |
| Taillecavat                   | 33520      | Loubatons        | 9,49             | 288 (2022)                        | 30                 |
| Targon                        | 33523      | Targonnais       | 25,88            | 2 045 (2022)                      | 79                 |

### Démographie
| 1968   | 1975   | 1982   | 1990   | 1999   | 2006   | 2011   | 2016   | 2022   |
| ------ | ------ | ------ | ------ | ------ | ------ | ------ | ------ | ------ |
| 15 168 | 13 700 | 13 540 | 13 938 | 14 275 | 15 473 | 16 173 | 16 526 | 16 615 |

## Administration

### Conseil communautaire
En janvier 2017, 69 conseillers communautaires siégeait dans le conseil selon la répartition de droit commun.
| Nombre de délégués | Communes              |
| ------------------ | --------------------- |
| 8                  | Targon                |
| 7                  | Sauveterre-de-Guyenne |
| 3                  | Blasimon, Frontenac   |
| 1                  | Les autres communes   |

### Présidence
| Période      | Période  | Identité        | Étiquette | Qualité                                                                    |
| ------------ | -------- | --------------- | --------- | -------------------------------------------------------------------------- |
| janvier 2017 | 2020     | Yves d'Amécourt | LR        | Maire de Sauveterre-de-Guyenne (2008-2020) Conseiller régional (2015-2021) |
| 2020         | En cours | Daniel Barbe    | PS        | Maire de Blasimon                                                          |